# Inishglora
Inishglora (irisch Inis Gluaire) ist eine unbewohnte Insel vor der Küste der Mullet-Halbinsel im County Mayo in Irland. Auf der Insel gibt es mehrere Kirchenruinen. Inishglora ist die bekannteste unter den Inseln der Barony Erris, da sie als die heiligste gilt.
Inishglora ist geologisch ähnlich wie die benachbarten Inishkea-Inseln und besteht aus Gneis und Schiefer. Die Insel ist mit Machair und weißem Sand bedeckt. Inishglora und die Inishkeas unterscheiden sich geologisch deutlich von der Insel Duvillaun, die im Süden liegt.

## Geschichte
Es gibt archäologische Relikte auf der Insel.
- Die Ruinen der „Saint Brendan’s Church“ sind Reste eines Gebäudes im Stil des Gallarus Oratory im County Kerry.
- Die Ruinen zweier anderen Kirchen werden „Teampall na bhFear“ (deutsch „Männerkirche“) und „Teampall na mBan“ (deutsch „Frauenkirche“) genannt. Beide sind nur wenige Jahrhunderte jünger als die Saint Brendan’s Church. Die Frauenkirche kann ein frühes Nonnenkloster gewesen sein.
- Inishglora hat auch mehrere frühe Cross Slabs (deutsch „Kreuzplatten“) und Steinpfeiler.
- Reste dreier Bienenkorbhütten, die größte wird „Saint Brendan’s cell“ (deutsch „Saint Brendans Zelle“) genannt.

Es gibt viel Aberglauben im Kontext mit den Relikten auf Inishglora. Über den Brunnen „Saint Brendan’s Well“ wird gesagt: wenn eine Frau sein Wasser trinkt, würde es sich zu Blut verwandeln und voller Würmer sein.

## Legende
Die Legende Oidheadh Chlainne Lir (deutsch „Die Geschichte der Kinder Lirs“) besagt, dass die in Schwäne verwandelten Kinder Lirs am Ende ihrer 900-jährigen Verbannung nach Inishglora flogen. Auf der Insel wurden sie vom Heiligen Brendan getauft und in ihre frühere menschliche Gestalt verwandelt, aber weil sie 900 Jahre alt waren, zerbröckelten sie sofort zu Staub, der auf der Insel begraben wurde.

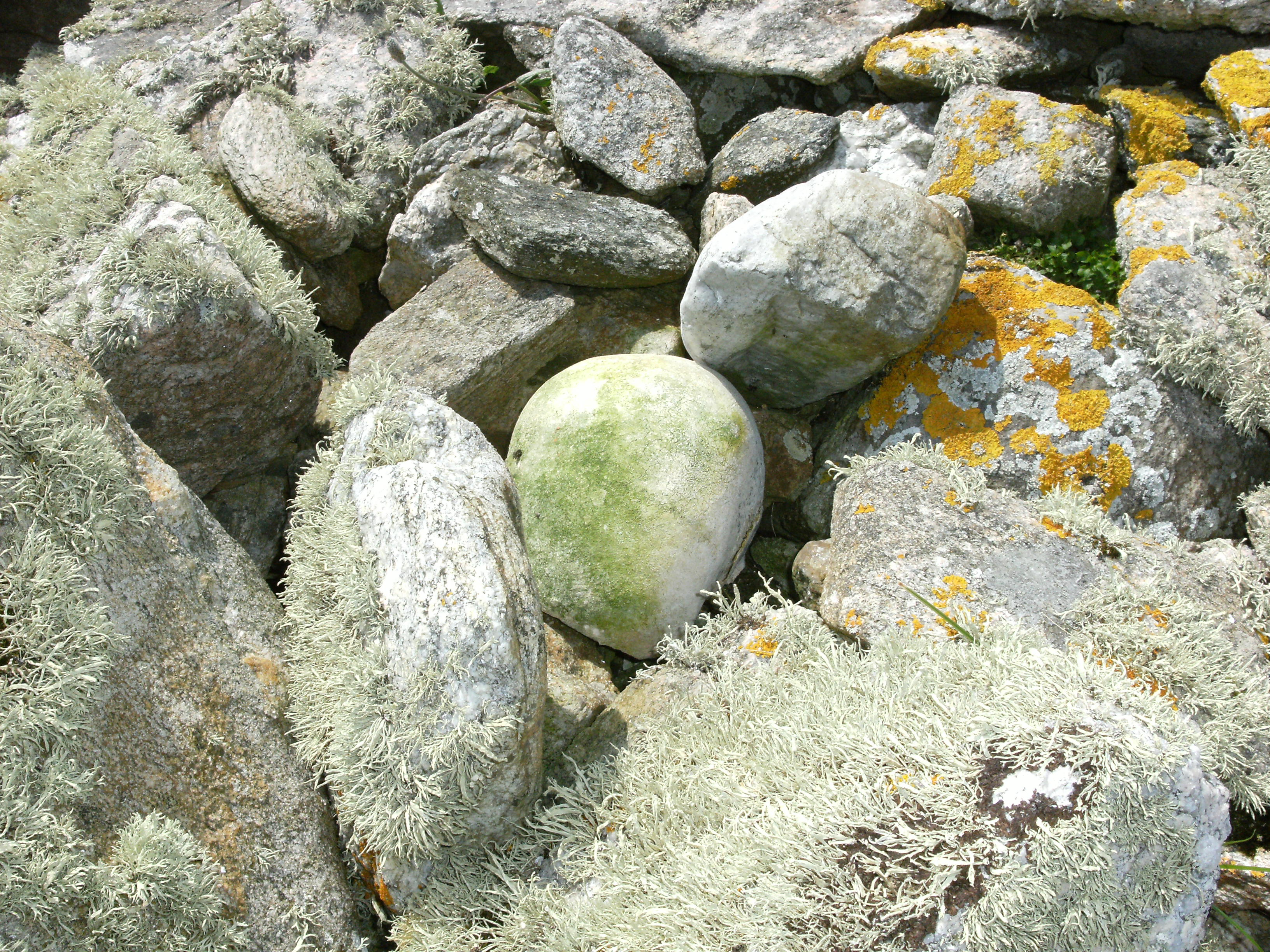
Schädel zwischen Geröll

Geraldus Cambrensis (1146–1223) schreibt 1186 in der „Topographia Hibernica“ über Inishglora: Es gibt eine Insel, wo menschliche Leichen weder begraben werden noch verfallen. Das Book of Ballymote stellt ebenfalls fest, dass die Leichen von Inishglora nicht vergehen. Ein Gedicht von Roderic O’Flaherty (Ruaidhrí Ó Flaithbheartaigh (1629–1718)) in seinem Buch Ogygia (deutsch „Altertümer“) von 1685 macht die gleiche Aussage. Es gibt keine „unbeschädigten“ Körper auf Inishglora, aber viele deponierte Knochen wurden auf der Insel gefunden.